# Великий Ємен

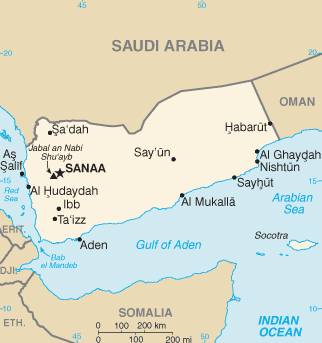
Територія сучасного Ємену - червоний, прилеглі до нього території — рожевий

Великий Ємен (араб. اليمن الكبرى) — іредентистська концепція та термін політичної географії, що має на увазі сучасний Ємен та деякі прилеглі до нього території Саудівської Аравії (Асір, Джизан, Наджран, ряд островів у Червоному морі, частина Тіхама) та деякі райони Оманської мухафази Дофар, який би розглядав їх як єдине ціле.

## Історія
Прагнення об'єднати названі території в єдину державу обґрунтовується існуванням у XIII-XV століттях єменського держави династії Расулідів, а також Імамат Зейдитів у XVII-XVIII століттях, що включали велику частину «Великого Ємену».
У XX столітті імам Ях'я Мухаммед Гамід ад-Дін, правитель Єменського Мутаваккілітського Королівства, почав процес об'єднання всіх єменських історичних територій, проте йому це не вдалося.